# Windbachtalkogel
Windbachtalkogel är en bergstopp i Österrike.   Den ligger i distriktet Zell am See och förbundslandet Salzburg, i den centrala delen av landet, 300 km väster om huvudstaden Wien. Toppen på Windbachtalkogel är 2 843 meter över havet.
Terrängen runt Windbachtalkogel är huvudsakligen bergig. Runt Windbachtalkogel är det ganska glesbefolkat, med 26 invånare per kvadratkilometer.. Närmaste större samhälle är Neukirchen am Großvenediger, 17,6 km nordost om Windbachtalkogel. 
Trakten runt Windbachtalkogel består i huvudsak av gräsmarker.